# Bicycle Tree

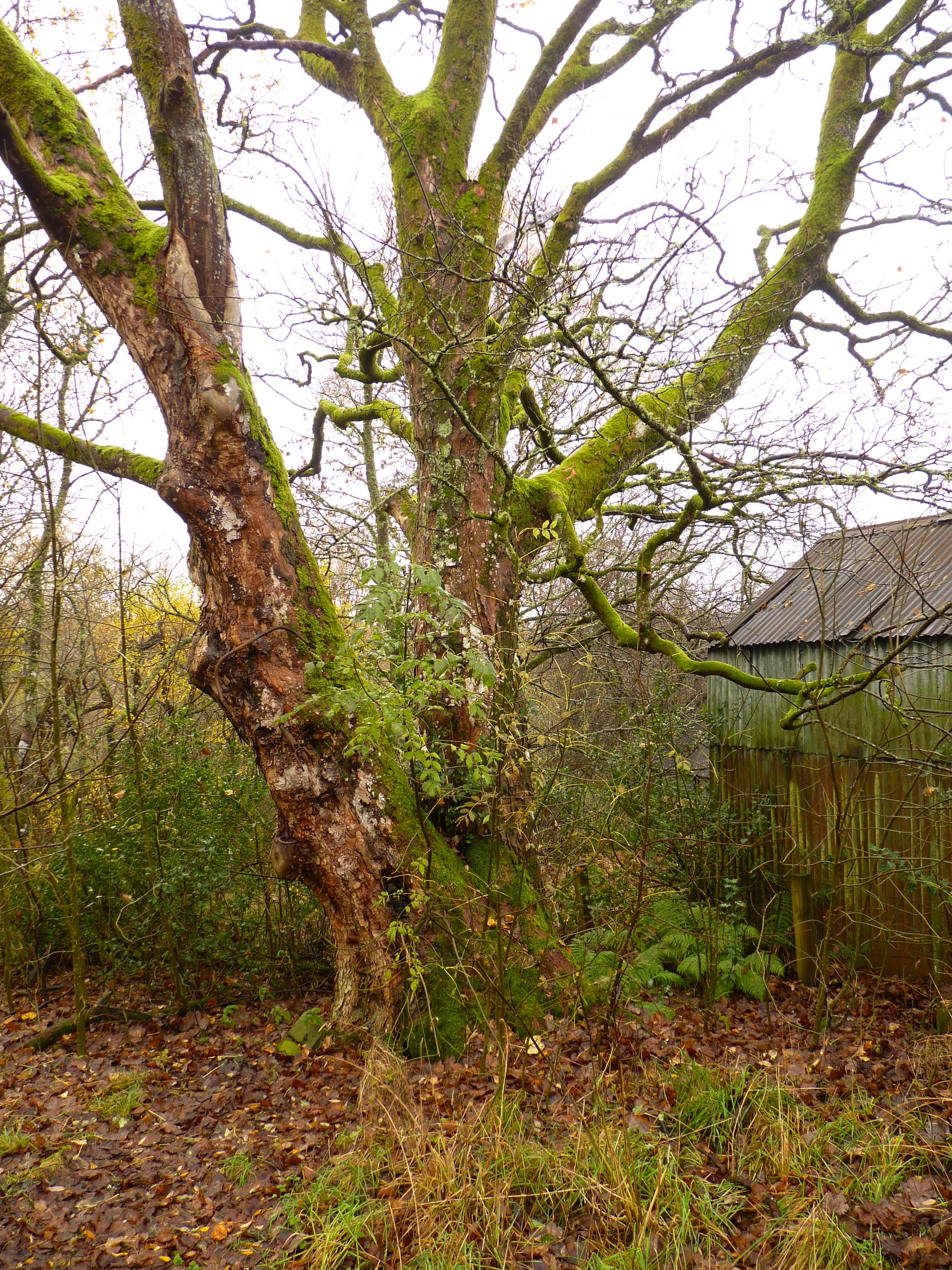
Vedere generală a copacului

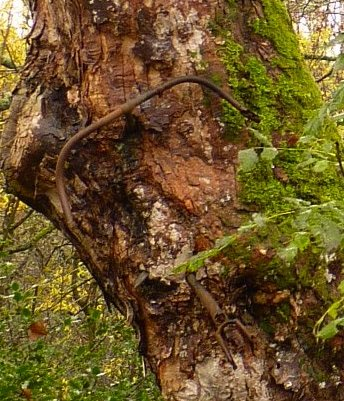
Detaliu: ghidonul și furca bicicletei ieșind din tuplină

Bicycle Tree (din engleză Copacul cu bicicletă) este un arbore ocrotit, amplasat lângă satul Brig o' Turk⁠(d), regiunea împădurită Trossachs⁠(d), Scoția. Datând din secolul al XIX-lea, copacul a crescut lângă o fierărie și a învăluit, de-a lungul timpului, mai multe obiecte de metal. Dintre aceste obiecte, cel mai notabil este o bicicletă de la începutul secolului al XX-lea, de la care a și primit numele. Tulpina copacului mai conține, conform localnicilor, o ancoră și un lanț. „Bicycle Tree” a devenit o atracție turistică a zonei și a fost luată sub protecția statului de către Parcul Național Loch Lomond și Trossachs⁠(d) în martie 2016.

## Descriere
Arborele este un specimen de paltin de munte (Acer pseudoplatanus). Este amplasat la aprox. 800 m de satul Brig o' Turk⁠(d) din Scoția, în colțul de nord-vest al unui teren cunoscut sub denumirea „Dorothy's Field”, aflat la sud de drumul care duce la barajul din Glen Finglas⁠(d). „Dorothy's Field” este un teritoriu nevalorificat, cu vegetație dispersată.
Tulpina arborelui se bifurcă la distanța de aprox. 1 m de la nivelul solului.

## Istoric
Se crede că arborele a răsărit spontan, între anii 1860-1900, lângă curtea unui fierar. După decesul meșterului fierar în 1923, fierăria și-a încetat activitatea și terenul a fost abandonat, copacul fiind lăsat să crească în voie. O mulțime de chițibușuri de metal, care se găseau în imediata apropiere a copacului sau chiar atârnând de crengile lui, au fost „înghițite” complet sau parțial sub scoarța paltinului. Se crede că printre aceste lucruri au fost un căpăstru, o ancoră și un lanț. Cel mai notabil obiect, însă, este o bicicletă stricată de la începutul secolului al XX-lea, ale cărei ghidon și furci pot fi observate ieșind din tulpină.
Istoria arborelui este învăluită de legende: una din ele relatează că bicicleta a fost abandonată de un sătean recrutat în luptele Primului război mondial. Se zice că săteanul a murit pe front sau că s-a întors după foarte mult timp, astfel încât bicicleta era deja absorbită de copac.
Prin 2015, asupra stării de sănătate a arborelui au fost efectuate unele studii, care nu au descoperit careva efecte negative ale metalului asupra paltinului și au estimat că arborele va mai trăi încă 40-100 de ani.

### Evenimente recente
„Bicycle Tree” este o atracție turistică cel puțin din anii 1990 și este descris ca „una din cele mai mari curiozități ale arboriculturii scoțiene”. Comisia de silvicultură a Regatului Unit (Forestry Commission⁠(d)), în cartea Heritage Trees of Scotland (2006), a inclus arborele în lista celor mai remarcanți 130 de arbori ai Scoției. În 2007, Parcul Național Loch Lomond și Trossachs⁠(d) a propus luarea arborelui sub ocrotirea statului, dar propunerea a fost respinsă. După 8 ani de campanie insistentă din partea unui autor din părțile locului, arborele a fost luat, totuși, sub protecție temporară în decembrie 2015; protecția permanentă a fost instaurată în martie 2016. Fiind o atracție locală, copacul apare pe emblema școlii primare din sat, iar ziarul local este numit în cinstea acestuia.